# Sirung
Sirung je aktivní vulkanický komplex kaldery s lávovými dómy, ležící na indonéském ostrově Pantar, 77 km severně od ostrova Timor. Uprostřed kráteru je sirné jezero a fumaroly. Poslední větší sopečná erupce (VEI 2) nastala v roce 1970. V roce 2012 se museli evakuovat lidé z okolí o poloměru 1,5 km. Zcela poslední erupce proběhla v červenci 2021.